# 술탄 카부스종합운동장

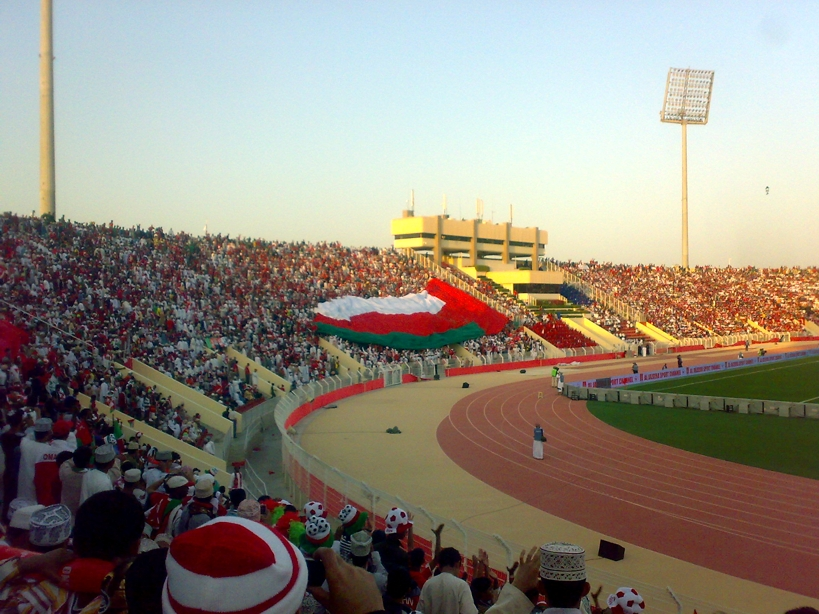
술탄 카부스종합운동장

술탄 카부스종합운동장(영어: Sultan Qaboos Sports Complex, 아랍어: مجمع السلطان قابوس الرياضي)은 오만의 수도인 무스카트에 위치한 종합운동장이다. 1982년 9월 17일에 착공하여 1985년 10월 19일에 개장했으며 수용 인원은 34,000명이다. 왕립 오만 경찰 경기장과 함께 오만 축구 국가대표팀의 홈 구장으로 사용되고 있다.